# 民主党 (韓国 2008-2011)
民主党（みんしゅとう）は韓国の進歩主義政党。李明博政権（在任期間：2008年2月25日 - 2013年2月24日）の最大野党で、国会ではハンナラ党に次ぐ第2党だった。金大中・盧武鉉政権（1998年 - 2008年）における与党勢力の潮流を受け継ぎ、金大中元大統領（在任期間：1998年2月 - 2003年2月）の出身地である全羅道地方を強固な支持基盤にしていた。2011年12月16日に市民統合党と統合して「民主統合党」を結成した。

## 沿革

### 民主党結成
2008年2月17日、盧武鉉政権与党であった開かれたウリ党（열린우리당、略称：ウリ党）の後継政党である大統合民主新党（대통합민주신당、略称：民主新党）と民主党が統合して統合民主党（통합민주당、略称：民主党）が結成され、共同代表に孫鶴圭（民主新党代表）と朴相千（民主党代表）を選出した。
結成直後の総選挙では、ソウルを含めた首都圏を中心に議席を大幅に減らし、第2党に転落した。共同代表の孫鶴圭（ソン・ハッキュ）、民主新党の大統領候補だった鄭東泳（チョン・ドンヨン）や在野出身有力者の金槿泰（キム・グンテ）、元国務総理の韓明淑（ハン・ミョンスク）など有力幹部が落選し、執行部の交代を余儀なくされた。また盧武鉉大統領を支えた民主化運動出身の40歳代議員（386世代）の多くも落選した。選挙後、7月4日の党最高委員会において党名変更を決定、翌々日の党大会にて「民主党」に改称し、新代表に盧武鉉政権で産業資源部長官を務めた丁世均を選出した。

### 再補選と地方選挙での勝利
総選挙以後の再補選では、与党・ハンナラ党に勝利する事例が相次いだ。そして任期2年目に差し掛かった李明博政権の中間評価となった2010年6月の全国同時地方選挙では広域団体長選挙と基礎団体長選挙、広域議会選挙（地域区）のいずれでもハンナラ党を押さえて第1党となった。しかし地方選挙直後に行われた国会議員の再補選では選挙が行われた8選挙区中、3選挙区での勝利に留まったことで再補選前より2議席減らした。再補選敗北を受けて丁世均代表以下、党指導部は総辞職した。

### 首都圏指導部選出
2010年10月に行われた党執行部選出選挙にてハンナラ党出身の孫鶴圭（元京畿道知事）を新代表に選出、2011年5月13日に行われた院内代表選挙では京畿道水原市選出の金振杓を第4期院内代表に選出した。これにより党代表と院内代表の重要ポストに、民主党の絶対的支持基盤である全羅道出身者でなく首都圏出身者が就任した。2012年春の総選挙における全羅道党のイメージ払拭と、「全国政党」のイメージを打ち出すことで大統領選挙を有利に進めたい思惑もあると見られている。孫代表就任後の2011年4月27日に行われた再補選では、民主労働党や国民参与党など野党と市民団体による候補者一本化を行い、孫代表が出馬した京畿道城南市盆唐区乙国会議員補選と江原道知事選で勝利をすることができた。

### ソウル市長補欠選挙
8月24日に行われた小中学生学校給食無償化の実施範囲を問う住民投票が不成立となった責任をとって、呉世勲ソウル市長が辞任した事を受け、10月26日にソウル市長補欠選挙が行われることになった。
当初、ハンナラ党と民主党による一騎討ちが予想されていたが、市民運動家の朴元淳弁護士が出馬を表明、若年層から高い支持を集め市長選出馬を模索していた安哲秀融合科学技術大学院長が朴氏支持を表明したことで構図は一変した。そして野党統一候補予備選挙の結果、朴元淳が民主党の市長候補である朴映宣（9月25日の党大会で選出）らを破って野党統一候補に選出された。この結果、1995年に自治団体長の公選制が復活して以来、第1野党の民主党（その前身となる勢力も含めて）がソウル市長選挙に初めて党候補者を出せなくなる事態となった。この責任をとる形で4日、孫代表は辞任を表明するも、翌5日には党幹部や議員からの慰留を受け辞意を撤回した。市長補選では野党統一候補となった朴元淳が當選したが、同時に11地域で行われた基礎自治団体長選挙では党の地盤である全羅道の2地域で勝利したに留まった。
ソウル市長補選の詳細は2011年ソウル市長補欠選挙を参照

### 野党統合
2011年に入ると、2012年に行われる総選挙と大統領選挙にてハンナラ党に勝利し政権を奪回するため、進歩・改革指向の野党統合に向けた動きが強まった。8月20日、孫代表は民主労働党など野党4党に対して大統合を呼びかけたほか、9月6日には盧武鉉前政権で大統領秘書室長を務めた文在寅や韓明淑、李海瓚元国務総理など親盧派人士が常任代表を務める野党統合推進機構「革新と統合」（以下、革統）が発足した。この日行われた発足式に参加した孫代表は「（統合は）必ず成し遂げられなければならない問題」として民主党として統合に協力する姿勢を示した。
11月3日、孫代表は進歩勢力を統合した統合新党を12月末までに発足させることを表明した。同時に政党のみならず、労働・市民社会勢力など全ての進歩勢力に対しても民主進歩統合政党（以下、統合政党）への参加を呼びかけた。こうした動きに対し、革統は歓迎する意向を明らかにしたが、民労党は「一方的な提案だ」として反発、党内でも拙速な統合の進め方に対して孫代表ら執行部への批判があがった。翌4日に「12月18日以前に統合野党の党大会を開く」と明らかにし、孫代表が野党統合を利用して来年総選挙における公認の主導権を握るのではないかとの党内外の批判を全面的に否定した。
13日、民主党と革統は「民主進歩統合政党発足連席会議」（以下、連席会議）の準備会を開催した。準備会には民主党や革統の指導部の他、先のソウル市長補選で当選した朴元淳ソウル市長も参加、野党勢力の統合に向けた動きを本格化させた。20日には連席会議が開催され、民主党と革統及び創造韓国党の指導部、韓国労総指導部、民主労総事務職金融労組の現委員長と前委員長、市民社会団体が参加した。27日までに創党準備委員会を立ち上げ、12月17日に統合政党の党大会を行うことを決めた。しかし、21日に行われた最高委員・道市知事会議では、党最高委員や党所属の広域団体長から野党統合に関して「孫代表式のやり方は疎通に欠け、手続き上の問題がある」と批判する声が相次いだ。また23日の中央委員会総会では統合大会前に全党大会開催を要求する一部中央委員が強く反発し結論が出ないまま終了した。これに対して革統は翌24日に「（中央委員会の結果に）失望した」旨を表明した。
11月27日、統合方法と主導権を巡って対立していた孫代表と朴智元前院内代表の両者が会談。12月中に全党大会を開催し、年内か来年1月初めに統合政党結成大会と指導部選出選挙を行うことで両者が合意した。一方の革統は24日、統合のための臨時政党として李庸瑄常任代表を党代表とする「市民統合党」（仮称）の創党準備委員会を中央選挙管理委員会に登録した。
統合政党における党執行部選出方法を巡り、12月5日の会議で代議員と党員・市民の投票割合を2：8としたことに対し、朴智元前院内代表など独自大会派が強く反発、党最高委員の中からも「民主党が市民統合党に吸収されるものだ」として反対の声が上がった。また7日に創党大会を控えている市民統合党側でも孫代表と合意した2：8ルールにおいて「民主党員を自動的に市民選挙人団に加えるのは不公正」であるとの声が上がり、見直しを求める声が上がった。
12月7日、民主党の孫代表、革統の李海瓚・文在寅常任代表は国会で会談し、統合政党結成に関する方案に合意した。主な合意内容は以下の通りである。
1. 統合政党の略称は「民主党」とする。
2. 党代表と最高委員など指導部は国民と党員・代議員が参加する国民参加型予備選挙で選出。選挙人団の比率は代議員30%、党員・市民が70%とする。
3. 19代総選挙の地域区公認は党員と市民が参加する完全開放型市民予備選挙で決定
4. 労働界と青年（24〜35歳）に1名ずつ最高委員を割り当てる。

この合意により、民主党と革統の統合交渉は事実上終了し、市民統合党は同日午後に創党大会を開催し正式に発足し、早ければ年内、遅くとも来年1月初めに行われる統合全党大会で民主党との新設合党による統合政党が発足する運びとなった。一方、朴智元など反対派は11日に予定されている全党大会において、自派系代議員を不参加させ定足数割れに追い込むことで、大会を阻止することを狙っており、統合はおおきな山場を迎えた。
12月11日、全党大会が行われ統合議案は賛成多数で可決、合党受任機構が設立され来年1月初めに統合政党が結成される運びとなった。しかし、議決に際し定足数を満たしているか否かで投票結果発表が4時間近くも遅れたうえ反対派代議員が党職者に暴行を加えるなどの衝突も発生、反対派代議員は採決を無効として法的措置を採る構えも見せた。
統合議案可決を受け、13日に市民統合党との合同会議を開催した。合同会議で党名、綱領や党憲、指導部選出方法などについて協議を重ね、16日に民主党と市民統合党及び韓国労総は
合党を公式決議し、「民主統合党」（民主党）が発足することになった。正式な指導部を選出する全党大会は来年1月15日に開催され、党指導部（選出職6名＋指名職4名＋当然職2名で構成）の内選出職6名は、代議員30%と党員・市民70%で構成される選挙人団によって選出される。なお正式指導部が選出されるまでは民主党の元恵栄議員と市民統合党代表の李庸瑄が臨時共同代表として党務と選挙管理にあたる。

## 政治的立場・思想
前身となる新政治国民会議（金大中政権与党）以来、「中道改革」（중도개혁）を掲げていたが、2010年10月の党大会においてこれを削除し、新たに進歩主義的色彩が強い綱領を採択した。新しい綱領では‘中産階級と庶民の政党’であることを明示し、民主・自由・福祉・平和・環境を5大価値として掲げ、「人中心の市場経済」と「普遍的福祉」を強調するなど社会の二極化解消と福祉政策を強化した政策を盛り込んでいる
綱領
1. 民主主義の守護と国民と共に歩む政治具現
2. 真の法治と透明な社会具現
3. 高品質の国家経営と地方自治実現
4. 南北和解増進と韓半島統一時代準備
5. 平和と繁栄の北東アジア時代具現
6. 国際社会からの中心役割と在外同胞支援
7. 小さく強い軍隊、平和を作る安保
8. 人中心の市場経済で雇用創出と中産層拡大
9. 市場経済補完のための政府役割強化
10. 租税の積極的役割強化
11. 庶民金融活性化と金融産業の健全性確保
12. 未来成長動力拡充とグローバル競争力確保
13. 公正且つ対等な大企業中小企業形成と小商工人支援拡充
14. 不動産投機根絶と中産庶民層住居安定拡充
15. 国家僅少発展と親環境SOC確保
16. 農漁業競争力確保と権益主権強化
17. 基礎科学研究の活性化と科学技術強国実現
18. 自立・想像・共同体意識を持った人間育成
19. 教育福祉拡大
20. 保育の社会的責任強化と仕事と家庭生活の両立支援
21. 職業教育、生涯学習社会実現と大学能力強化
22. 職場中心の普遍的福祉国家
23. 外国人労働者など少数者の権利保障
24. 公共医療強化と実質的無償医療現実化
25. 老後所得保障と活力ある老後保障
26. 障害者の雇用・教育・情報の機会保証
27. 性平等指向と女性の地位向上
28. 躍動的な文化強国の実現
29. 持続可能な発展と韓半島生活共同体実現
30. 差別無い公正な労働市場具現と未来志向の労使関係実現

出典：강령/정강정책（綱領／政綱政策） - 民主党ホームページ（2011年4月1日閲覧）
2011年1月、孫鶴圭代表は「普遍的福祉」を提唱した。これは無償給食、無償保育、無償教育に加えて大学生の授業料半額支援といった福祉サービスを所得に関係なく享受できるようにするもので、これらの施策を増税することなく進めていくことを明らかにしている。しかし与党ハンナラ党や保守系の自由先進党からは「財源の裏付けがない人気取りの政策に過ぎない」と批判され、党内からも財政的裏付けの面から疑問視する声もある。
与党時代（金大中・盧武鉉政権）において韓米FTA（自由貿易協定）を推進したが、現在は国家訴訟制度を問題視して批准に反対する姿勢をとっている。しかし、党内からは宋永吉仁川市長や安煕正忠清南道知事など、事実上韓米FTA反対の姿勢を採る党執行部に対して批判する声もある。
党内では旧ウリ党系の中道・進歩主義勢力や、旧民主党の保守系勢力、ハンナラ党からの離党組など、様々な政治的立場の勢力が混在している。なお、18代総選挙直後に新聞社が行った質問調査では、当選者本人の理念性向について民主党で質問調査に応じた60名中、中道進歩が49名と最多で、続いて中道保守が7名、進歩と保守はそれぞれ1名となった（2名は不明）。
盧武鉉前大統領に近い所謂「親盧派」に対しては距離を置いていた時期があったが、盧武鉉前大統領の逝去以降民主党は「盧武鉉精神の継承」を前面に出すとともに、2010年6月の地方選挙において韓明淑元国務総理や宋永吉、安熙正など親盧派の主要人物を候補者として擁立するなど取り込みを図り、親盧派の大多数が民主党に合流している。

## 党指導部
| 役職                          | 氏名   | 氏名                     |
| 役職                          | 日本語 | ハングル（読み）         |
| ----------------------------- | ------ | ------------------------ |
| 党代表（2010年10月－）        | 孫鶴圭 | 손학규ソン・ハッキュ     |
| 院内代表（2011年5月－）       | 金振杓 | 김진표キム・ジンピョ     |
| 政策委員会議長（2011年5月－） | 朴映宣 | 박영선パク・ヨンソン     |
| 事務総長                      | 鄭長善 | 정장선チョン・ジャンソン |
| 報道官                        | 李春錫 | 이춘석イ・チュンソク     |
| 報道官                        | 車英   | 차영チョ・ヨン           |
| 最高委員（2010年10月－）      | 鄭東泳 | 정동영チョン・ドンヨン   |
| 最高委員（2010年10月－）      | 丁世均 | 정세균チョン・セギュン   |
| 最高委員（2010年10月－）      | 李仁栄 | 이인영イ・インヨン       |
| 最高委員（2010年10月－）      | 千正培 | 천정배チョン・ジョンベ   |
| 最高委員（2010年10月－）      | 朴柱宣 | 박주선パク・ジュソン     |
| 最高委員（2010年10月－）      | 趙培淑 | 조배숙チョ・ベスク       |
| 最高委員（2010年10月－）      | 金栄春 | 김영춘キム・ヨンチュン   |

民主党ホームページの지도부 및 위원회（指導部および委員会）（2011年5月23日閲覧）と連合ニュースで確認。
歴代役職
- 党代表
  - 孫鶴圭・朴相千（共同代表、2008年2月〜7月）
  - 丁世均（2008年7月〜2010年8月）
- 院内代表
  - 金孝錫（2008年2月〜5月）
  - 元恵栄（2008年5月〜2009年5月）
  - 李康来（2009年5月〜2010年5月）
  - 朴智元（2010年5月〜2011年5月）

## 年表
| 年       | 月日 | 出来事 |
| -------- | --- | --- |
| 2007年   | 2月14日 | ウリ党定期党大会、民主党やウリ党離党者も含めた大統合新党結成推進を決議 |
| 2007年   | 5月7日 | ウリ党離党者が中道改革統合新党（統合新党）結成 |
| 2007年   | 6月27日 | 統合新党と民主党が中道統合民主党（統合民主党）を結成 |
| 2007年   | 8月5日 | ウリ党離党者と統合民主党の大統合新党派を中心に大統合民主新党（民主新党）が結成 |
| 2007年   | 8月20日 | 民主新党、ウリ党を吸収合併。ハンナラ党を上回って院内第一党（143議席）となる。 |
| 2007年   | 10月15日 | 民主新党候補者指名大会。鄭東泳候補が孫鶴圭候補を押さえ、民主新党の大統領候補に選出される。 |
| 2007年   | 12月19日 | 第17代大統領選挙。民主新党の鄭東泳候補、ハンナラ党の李明博候補に大差で敗れる。 |
| 2008年   | 2月11日 | 民主新党孫鶴圭代表と民主党朴相千代表が会談、「統合民主党」の結成で合意 |
| 2008年   | 2月17日 | 民主新党と民主党が統合、孫鶴圭と朴相千を共同代表とする統合民主党（民主党）発足。分裂していた旧与党勢力が再統合                                                                                 |
| 2008年   | 4月9日 | 第18代総選挙。民主党が目標とする100議席を大幅に下回る81議席（地域区66議席＋比例区15議席）の獲得に留まり、敗北。                                                                                |
| 2008年   | 5月27日 | 第18代国会第1期の院内代表に元恵栄が選出（任期1年） |
| 2008年   | 6月4日 | 地方自治体の補欠選挙。地方自治団体首長3名・広域自治体議会議員14名・基礎自治体議会議員6名が当選、健闘。                                                                                         |
| 2008年   | 7月6日 | 党大会、「統合民主党」から「民主党」に党名を変更。丁世均を新代表に選出。 |
| 2008年   | 10月29日 | 地方自治体の補欠選挙。基礎自治体議会議員1名が当選 |
| 2009年   | 4月29日 | 国会議員再選挙。激戦区の仁川広域市富平区乙選挙区で、民主党候補がハンナラ党の候補を破り当選。同時に行われた基礎自治団体長補欠選挙でも京畿道始興市で民主党公薦の候補が当選し、首都圏で善戦した。 |
| 2009年   | 5月15日 | 第18代国会2期目の院内代表に李康来（イ・ガンレ）議員を選出 |
| 2009年   | 5月23日 | 盧武鉉前大統領、逝去 |
| 2009年   | 8月18日 | 金大中元大統領、逝去 |
| 2009年   | 10月28日 | 京畿道水原市など5箇所で国会議員再補選。首都圏2箇所と忠清北道1箇所で勝利 |
| 2010年   | 2月10日 | 昨年4月の補欠選挙で民主党を離党していた鄭東泳議員、辛建議員が民主党に復党。 |
| 2010年   | 5月7日 | 金大中元大統領の最側近で同政権において文化観光部長官や秘書室長を務めた朴智元議員が第3期院内代表に選出。                                                                                        |
| 2010年   | 6月2日 | 第5回全国同時地方選挙。広域団体長選挙7箇所、基礎団体長選挙91箇所で勝利を収めた上、広域議会選挙でもハンナラ党を押さえて第1党となり、勝利。                                                      |
| 2010年   | 6月8日 | 昨年7月のハンナラ党によるメディア法の強行採決に抗議し、院外に留まっていた丁代表が、11ヶ月ぶりに国会に復帰。                                                                                    |
| 2010年   | 6月9日 | 新しい政策委員会議長に田炳憲議員を任命 |
| 2010年   | 7月28日 | 国会議員再補選。8選挙区中3選挙区のみの勝利に留まり、敗北。 |
| 2010年   | 7月30日 | 28日に行われた再補選における敗北の責任を受け、丁代表が辞意表明 |
| 2010年   | 8月3日 | 2日に丁代表以下、党指導部が総辞職し、朴智元院内代表を委員長とする非常対策委員会体制が発足。 |
| 2010年   | 10月3日 | 全党大会で実施された新執行部選挙で新代表に孫鶴圭を選出。2位は鄭東泳、3位は前代表の丁世均。同時に6名の最高委員を選出。また進歩主義的政策を強化した新綱領と政綱も採択した。                      |
| 2011年   | | |
| 1月      | 孫代表、所得に関係なく福祉サービスを享受できる「普遍的福祉」を提唱、党論として採択する考えを示す                                                    | |
| 4月27日  | 国会議員及び地方自治団体長などの再補欠選挙。城南市盆唐区乙で党代表の孫鶴圭が当選、江原道知事選挙でも党公認の崔文洵（チェ・ムンスン）が当選。        | |
| 5月13日  | 第4期院内代表選挙。中立派で大統領政策企画主席秘書官や財政経済部長官などを務めた金振杓が当選。                                                       | |
| 5月23日  | 新たな政策委員会議長に朴映宣議員を選出（女性初の政策委議長）。                                                                                      | |
| 6月15日  | 孫代表、南北共同宣言11周年に合わせて、京畿道坡州市の臨津閣にある統一展望台で開催した党最高委員会議にて南北首脳会談の再推進を主張。                  | |
| 6月27日  | 孫代表、李明博大統領と青瓦台で会談。与野党トップ会談は2008年9月以来約3年ぶり。                                                                      | |
| 8月20日  | 孫代表、民主労働党など野党4党に大統合を正式提案 | |
| 9月6日   | 盧武鉉政権で大統領秘書室長を務めた文在寅など親盧派を中心とした野党統合推進機構「革新と統合」が発足                                                  | |
| 9月25日  | 10月末に行われるソウル市長補欠選挙の党内予備選挙で朴映宣議員を選出。                                                                                | |
| 10月3日  | 野党陣営のソウル市長補選予備選で、市民運動家の朴元淳弁護士が朴映宣らを破って野党統一候補に確定。                                                    | |
| 10月4日  | 孫鶴圭代表、ソウル市長補選の野党候補者予備選で民主党候補が敗北した責任をとり、辞任を表明。しかし、翌5日に辞意を撤回。                               | |
| 10月26日 | 下半期再補選。ソウル市長補選で民主党など野党の統一候補である朴元淳が当選。11カ所で行われた基礎自治団体長選挙では党の地盤である全羅道の2カ所で勝利。 | |
| 11月3日  | 孫代表、12月末までに進歩陣営の全ての勢力を結集した統合新党を発足させることを表明。                                                                  | |
| 11月4日  | 孫代表、野党大統合による新党結成について「12月18日以前に統合野党の党大会を開く」と表明。                                                            | |
| 11月13日 | 連席会議準備会を開催。 | |
| 11月20日 | 連席会議開催。11月27日までに創党準備委員会を発足させ、12月17日に統合政党の党大会を開催するロードマップを提示                                        | |
| 12月7日  | 民主党孫代表と革統李海瓚・文在寅常任代表、統合政党の方案に合意。革統の臨時政党「市民統合党」結成。                                                  | |
| 12月9日  | 金振杓院内代表、辞意表明。 | |
| 12月11日 | 全党大会。市民統合党や韓国労総との統合決議成立。その際に統合反対派代議員による統合派代議員への暴行も生じた。                                        | |
| 12月16日 | 民主党と市民統合党及び韓国労総、合同を正式決議。「民主統合党」（民主党）が発足。                                                                    | |

東亜日報や聯合ニュース、アジア経済研究所編『アジア動向年報』アジア経済研究所、などを元に作成した。

## 選挙における党勢推移
| 年月日       | 選挙         | 議席数 | 議席数 | 議席数    | 得票率 （比例代表） |
| 年月日       | 選挙         | 合計   | 地域区 | 比例 代表 | 得票率 （比例代表） |
| ------------ | ------------ | ------ | ------ | --------- | ------------------- |
| 2008年4月9日 | 第18代総選挙 | 81     | 66     | 15        | 25.17%              |

| 年月日       | 選挙                  | 当選 者数 |
| ------------ | --------------------- | --------- |
| 2010年6月2日 | 第5回全国同時地方選挙 | 7         |

| 年月日       | 選挙                  | 議席 | 議席   | 議席      | 得票率 （比例代表） |
| 年月日       | 選挙                  | 合計 | 地域区 | 比例 代表 | 得票率 （比例代表） |
| ------------ | --------------------- | ---- | ------ | --------- | ------------------- |
| 2010年6月2日 | 第5回全国同時地方選挙 | 360  | 328    | 32        | 35.1%               |

## 金大中・盧武鉉政権与党の再編過程
聯合ニュースや朝鮮日報及び木村幹『韓国現代史　大統領たちの栄光と蹉跌』（中公新書）を参考にして作成した。日付は党結成日。党役職者は創党当時のものである。

## 主な出来事

### 北朝鮮・外交
- 2008年11月26日：民主党は北朝鮮に向けたビラまきを行っている自由北韓運動連合に対し、「（自由北韓運動連合は）売国団体であり、このようなとんでもない行為を続けさせ、問題を大きくさせるために温かく迎え入れたわけではない。」などの声明を出した[75]。（⇒北朝鮮向けビラ）
- 2009年6月8日：李明博政権の「非核開放3000」や大量破壊兵器拡散防止構想全面参加や国連の人権決議案への共同提案国参加などの対北朝鮮政策が朝鮮半島の軍事的緊張を招いたとし、対北朝鮮・安保政策基調の全面的な転換を求めた[76]。

### 国政
- 2009年6月9日、1987年の民主化運動（6・10民主化運動）を記念して行われる「6月抗争継承および民主回復汎国民大会」の会場に予定していたソウル市庁前広場が使用不許可となったことに抗議して同党議員50人と市民約300人が広場に夜通しで座り込み、「ソウル広場死守大会」を開催した[77][78]。なお、汎国民大会は予定通り、ソウル市庁前広場で先進党を除く野党と市民団体の共催で10万人余り（主催者発表）が参加して強行開催された[79]。
- 新聞社や大手企業に放送業の兼任を認めるメディア関連三法（新聞などの自由と機能保障に関する法律、インターネットマルチメディア放送事業法、放送法）が7月22日、議長の職権で国会を強行可決[80]したことに反発して、民主党は24日、「採決の不正と代理投票で不法強行処理されたメディア悪法は無效であり、すべてをかけて闘うという覚悟と決意で、闘争の道を進む」[81]として、丁世均代表を初めとする議員総辞職を決議した。さらに、ソウル駅前で民主労働党や進歩新党など野党各党や市民団体と共に「メディア悪法源泉無効国民宣言キャンドル文化祭」（25日）[82]を開くなど、メディア関連三法の「無効」を訴えて院外闘争を展開した。しかし、8月18日に民主党の絶対的な地盤である湖南地域に強い政治的影響を与えてきた金大中元大統領が逝去[83]したことを受け、9月から行われた通常国会に登院することを宣言[84]したが、丁代表自身は引き続き院外に留まることを表明した。その後、2010年6月8日、「地方選挙で示された民心を実践するために院内で活動することが必要だとの判断と、復帰を望む議員たちの総意に応じて」として約11ヶ月ぶりに院内に復帰した[60]。
- 盧武鉉前大統領の元側近らが中心となった「国民参与党」（参与党）が2010年1月17日正式に発足したのに対し、盧英敏（ノ・ヨンミン）報道官は17日の会見で「今日は本当に無念で憂うつな日だ。力を合わせても足りないという状況なのに、その力さえバラバラにならなければならないのか」と参与党の発足で民主勢力が分裂したことに対する批判的なコメントを発表した[85]。また参与党正式発足に先立つ15日には丁世均代表が「いくら考えても新党設立の名分がない」と批判している[86]。一方で6月8日、聯合ニュースとの電話取材の中で参与党との統合を進める意思を明らかにした[60]。

### 鄭東泳の公薦排除
18代総選挙後、アメリカに留学していた鄭東泳前大統領候補は2009年3月、4月に行われる国会議員再選挙へ出身地の全州市徳津区からの出馬を表明した。これに対し、民主党は全州市からの出馬は認めないとの方向を示した。その後の丁代表との会談でも決着はつかず、党内における葛藤が懸念される中、鄭東泳は民主党を離党して無所属での出馬を強行した。29日の再選挙では民主党候補を大差で下して鄭候補が当選し、国政に復帰した。翌2010年2月10日の党務委員会で民主党は、鄭東泳と同じく無所属で当選した辛建両議員の復党を議決し、両議員は復党した。

### 米韓FTA
2011年10月28日、盧武鉉政権時代の2007年6月に韓国とアメリカの間で結ばれたFTA（自由貿易協定）批准案の国会処理に対し、孫鶴圭代表は「来年4月の総選挙で国民の意見を問い、審判を受けよう」と述べ、与党ハンナラ党による強行処理を断固阻止する姿勢を示した。30日、ハンナラ党と民主党の院内代表による批准に向けた交渉が行われたが、民主党は投資者による国家訴訟制度（ISD）について破棄すべきだとして対立、決裂した。批准案は11月2日にハンナラ党が国会の外交通商統一委員会に強行上程したが、民主党議員などが同委員会の部屋を占拠したため、批准案審議は小委員会で行われた。与野党間で争点になっているISDについて民主党は、FTA批准案発効直後にISDの存廃に向けた協議を行うことをアメリカが受け入れるのなら、物理的阻止はしないとの折衝案を提示した。これを受け、10日に予定されていた本会議は与野党合意で中止となった。
こうした中、民主党と与党ハンナラ党の各4名ずつ計8名の議員が民主党が提示した折衷案を受け入れ、円滑な審議を求める声明を発表した。声明では民主党が提示した折衷案を与野党が受け入れること、与党はFTAの強行処理をしないこと、野党には物理的阻止は行わないことを求めた。一方、韓米FTA批准を目指す李明博大統領は、争点となっている国家訴訟制度に関し協定発効から3ヶ月以内にアメリカ側と再交渉を行う提案を民主党に対して行ったが、民主党側はあくまで批准前の交渉を求めて大統領提案を拒否した。11月21日の金振杓民主党院内代表と黄祐呂ハンナラ党院内代表による最終交渉も決裂に終わり、ハンナラ党は翌22日に批准案の強行採決を実施、可決した。
強行採決に対し、孫代表は「韓米FTA批准案の無効を宣言し、闘争を行う」と述べ、現政権で無効化を実現できなかった場合は来年の政権交代でFTA無効化を目指すことも表明した。強行採決直後から行われたFTA反対集会に孫代表や鄭東泳最高委員など党幹部や議員も参加、30日には他野党と共にFTA無効化闘争に総力を挙げることを表明した。しかし、12月8日に金振杓民主党院内代表が黄祐呂ハンナラ党院内代表と会談を行い、12日から一ヶ月間臨時国会を開いて正常化することに合意したが、統合進歩党など他野党から強い反発を受けた。また、ハンナラ党との正常化合意が党側と相談せずに行われため、民主党内でも金院内代表を批判する意見が大勢を占めた。こうした状況を踏まえ金院内代表は翌9日に「今の状況に責任を取る」として辞意を表明した。